# Vratarski kuk
Vratarski kuk – szczyt w Welebicie w Chorwacji.

## Opis
Vratarski kuk jest, razem z Gromovačą (1676 m), najwyższym szczytem Rožanskich kukovów. Zlokalizowany na zachodnim krańcu grupy, całkiem izolowany i wysoki Vratarski kuk jest dominantem całej grupy. Ze wszystkich z wyjątkiem wschodniej strony wznosi się nad otaczające zagłębienia i przepaście. Jego wschodnia strona jest najwyższa i najdziksza, opadając stromo ku Lubenovačkim vratom (1474 m), przełęczy, gdzie spotykają się Rožanski kukovi i Hajdučki kukovi. Ta strona jest zbudowana z poszarpanych klifów wapiennych i wygląda jak wielki stok z głazów. Zostały nazwane Lubenice (arbuzy). Na zachodzie jest wielka przepaść, która znika gdzieś we wnętrzach Welebitu. Dna nie da się zobaczyć. Na ramieniu, które stopniowo opada ku północy, jest przełęcz Vratarsko sedlo, która prowadzi szlak z Lubenovačkich vrat.

## Dostęp
W przeciwieństwie do Gromovačy, innego najwyższego szczytu Rožanskich kukovów, Vratarski kuk był izolowany i najtrudniejszy do zdobycia aż do połowy lat 90. Wtedy Slavko Tomerlin – Tatek, popularyzator turystyki górskiej w Welebicie, utworzył 3 oznaczone szlaki, które prowadzą na Vratarski kuk. Północny wiedzie ze szlaku Schron Rossiego – Skrbina Draga i pnie się bardzo stromo z Fabin Dolaca na Vratarsko sedlo, gdzie łączy się z innymi dwiema drogami. Jedna wiedzie z Lubenovačkich vrat przez Lubenice do Vratarskiego sedla. Jest to dość ciężkie przedzieranie się przez najdzikszą stronę Vratarskiego kuku. Ostatnim, ale najbardziej spektakularnym jest szlak grzbietowy, który prowadzi ze Szlaku Premužicia, dziesięć minut na południe od schronu Rossiego i wiedzie przez Rossijev kuk (1615 m) i Novotnijev kuk (1620 m).
Po otwarciu nowych szlaków i udostępnieniu szczytu Vratarskiego kuku, został on uznany za króla welebickich widoków. Można z niego zobaczyć większość Welebitu. Brakuje tylko widoku na morze, ponieważ Welebit Północny jest tu bardzo szeroki, a Vratarski kuk jest daleko za nadmorskim pasmem szczytów.